# Römisches Dodekaeder

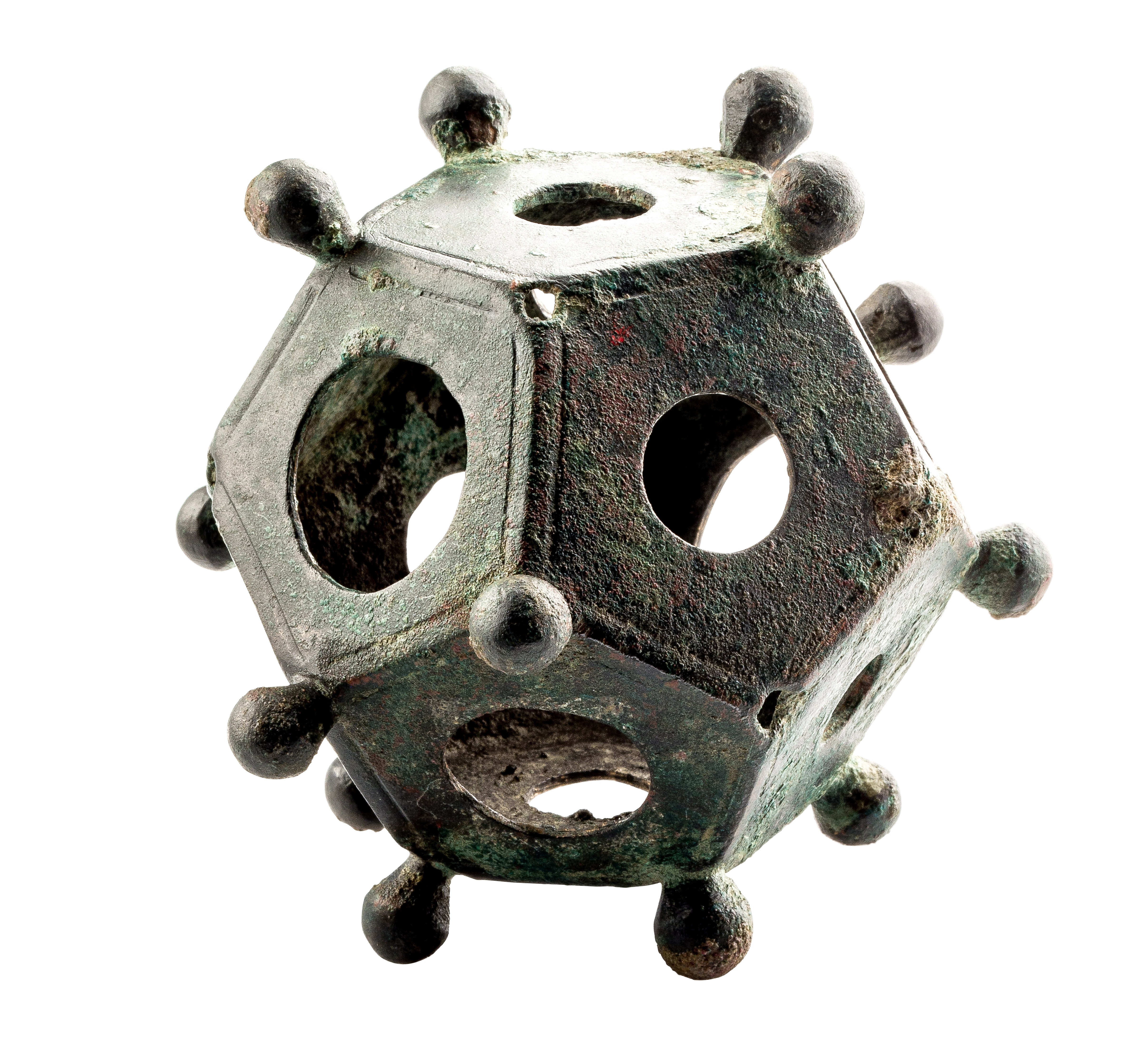
Römisches Dodekaeder aus Tongern, Gallo-Römisches Museum Tongern

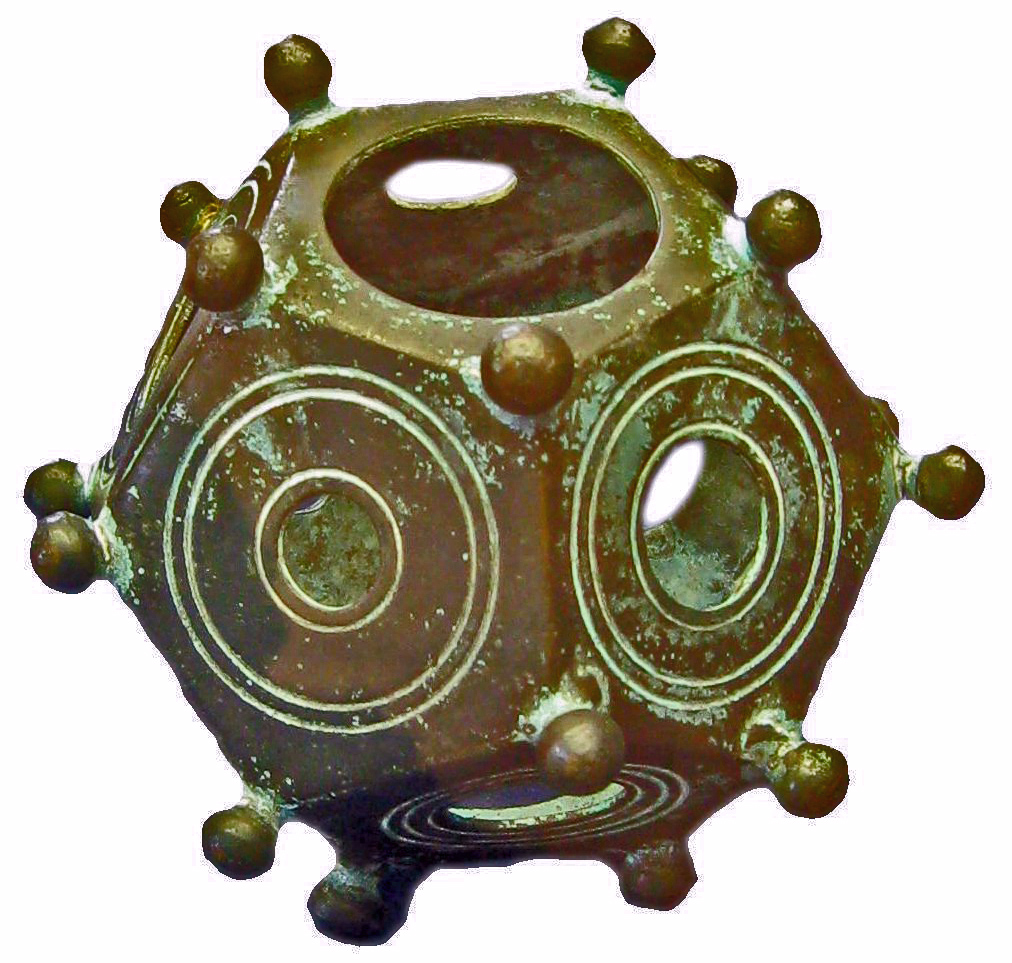
Römisches Dodekaeder aus dem Römermuseum Schwarzenacker

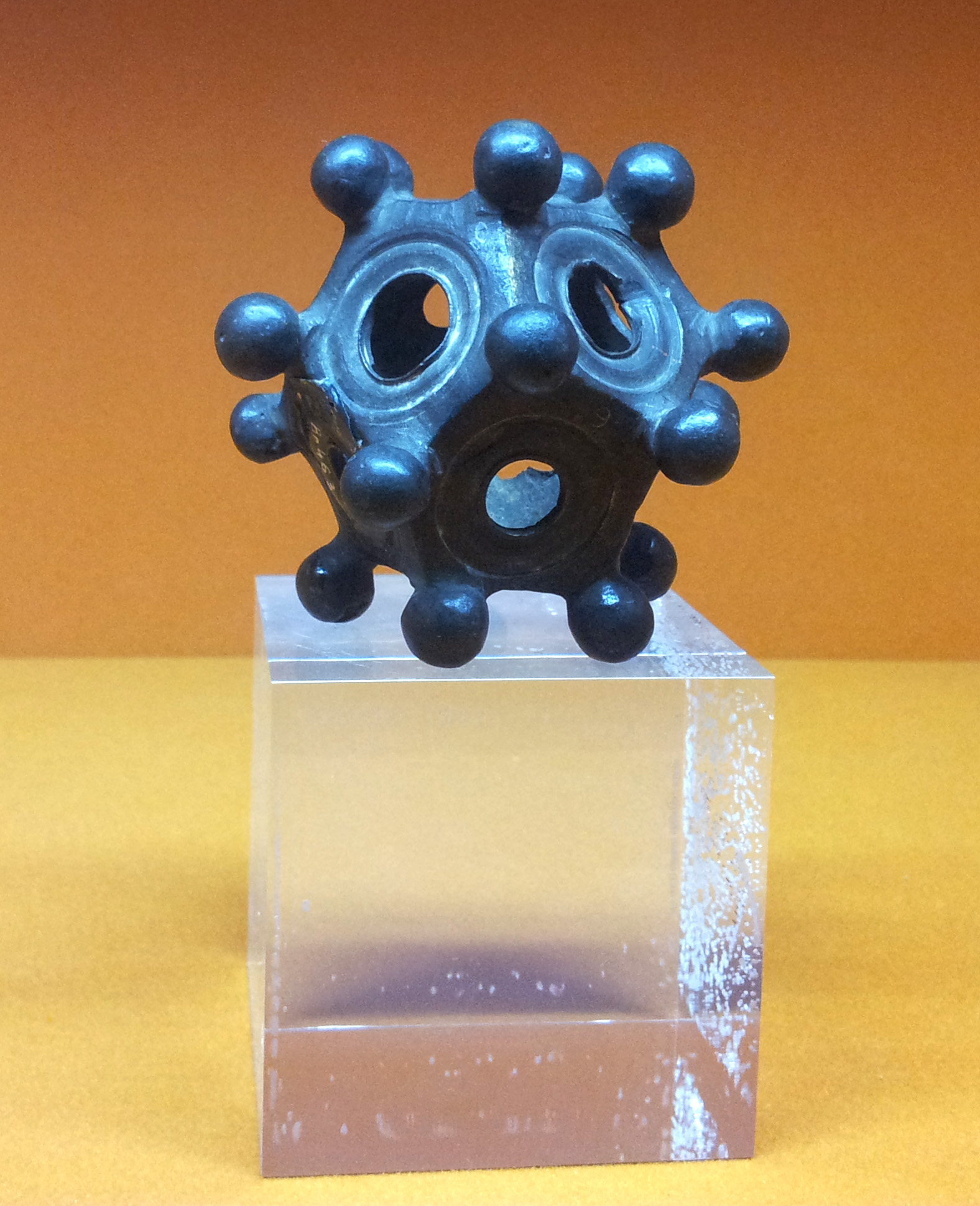
Römisches Dodekaeder im Musée gallo-romain de Fourvière, Lyon

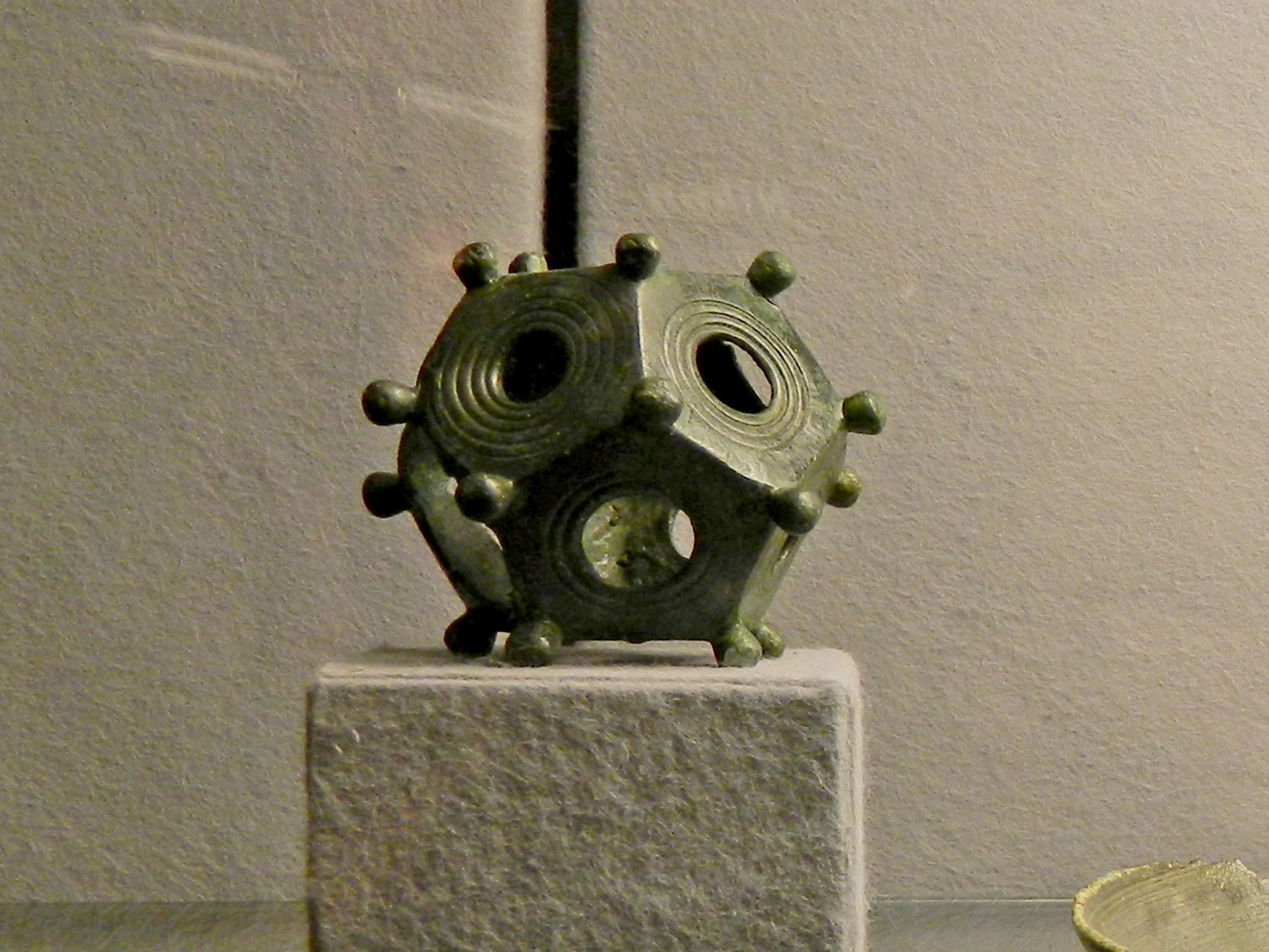
Römisches Dodekaeder im Museum Burg Linn-Krefeld.
Gefunden in einem Frauengrab aus der Zeit nach 341, am Kastell Gelduba in Krefeld-Gellep.

Als Römische Dodekaeder („Zwölfflächner“) werden archäologische Fundstücke aus der Zeit der Galloromanischen Kultur bezeichnet. Sie datieren aus dem 2. bis 4. Jahrhundert n. Chr.

## Beschreibung
Die Dodekaeder sind etwa faustgroß, hohl und bestehen meist aus Bronze, wenige sind mit Silber überzogen. Die zwölf fünfeckigen Außenflächen des regelmäßigen Pentagondodekaeders besitzen jeweils eine kreisförmige Bohrung in der Mitte, wobei jedes Loch des ansonsten symmetrischen Gegenstands einen anderen Durchmesser hat. Es gibt kein festes Maß der Löcher, die zwischen etwa 6 und 40 Millimetern variieren, und auch keine festen Verhältnisse zwischen den Lochdurchmessern.

## Fundorte
Bisher wurden über hundert der Artefakte gefunden – ausschließlich in Römersiedlungen in Gebieten, die vorher von Kelten besiedelt waren. Das Fundgebiet erstreckt sich von England bis Ungarn, die meisten jedoch stammen aus Deutschland und Frankreich. Erstmals erwähnt wurde der Fund eines Dodekaeders 1739 in Aston (England).
Im Römermuseum Schwarzenacker ist ein Original und im Außenbereich eine große Nachbildung ausgestellt. Im belgischen Tongern (Limburg) wurde ein Dodekaeder mit acht unterschiedlich großen Bohrungen gefunden. Es wurde der gallorömischen Besiedelung (150–400 n. Chr.) zugeordnet und ist im örtlichen Museum ausgestellt. Auf einem 1982 in Genf gefundenen, in Blei gegossenen und mit Silberblech überzogenen Exemplar ist auf jeder Fläche eines der zwölf Sternkreiszeichen in lateinischer Sprache beschrieben.
Weitere Fundorte:
- Augst
- Aventicum
- Gelduba
- Trier
- Vindonissa (1897)
- Norton Disney[3] im Westen von Lincolnshire[4]

## Verwendungszweck
Trotz zahlreicher Veröffentlichungen und Spekulationen ist der genaue Verwendungszweck der Artefakte weiterhin unbekannt. Der Genfer Fund deutet erstmals auf einen astrologisch-astronomischen Zusammenhang. Unter anderem wurden folgende Funktionen der Dodekaeder vorgeschlagen:
- Kerzenständer
- Vermessungsinstrument
- Überprüfung von Münzgrößen
- Knauf eines Zepters
- magisches Objekt der keltischen Religion
- Astronomisches Instrument
- Kryptografisches Hilfsmittel[6]
- Verbindungsstück von Metall- oder Holzstangen
- Flechtwerkzeug für das Kunsthandwerk[7]
- Strickwerkzeug speziell für Handschuhe:[8]

1. Um die Noppen herum wird Faden gewoben; durch das Loch in der Mitte entsteht ein Stoffschlauch (Technik wie bei einem Strick-Loom für den Rundstrick oder einer Strickliesel).
2. Alle Dodekaeder bilden fünf Knöpfe,  also eine ungerade Anzahl, aus. Damit wird automatisch ein Spiralversatz erzeugt, der zu einem besonders dehnbaren Textil führt - geeignet für enganliegende, flexible Fingerschläuche.
3. Die unterschiedlich großen Öffnungen sind angepasst an variierende Fingerstärken.
4. Die nördliche Verbreitung des Werkzeugs stützt die Theorie, da im Süden keine wärmenden Handschuhe erforderlich waren.[9]